# نادیا مفتونی
نادیا مفتونی (زاده ۲۴ دی ۱۳۴۴) پژوهشگر فلسفه و عضو هیئت علمی دانشگاه تهران است. از فعالیت‌های جانبی او به نمایشنامه‌نویسی و نقاشی نیز اشاره شده‌است. وی با رتبه استاد تمام به تدریس در دانشکده الهیات و معارف اسلامی می‌پردازد. او از معدود چهره‌های فلسفه معاصر ایران است که با فلاسفه جهانی تعامل فعال دارد و آن‌ها نظراتی را دربارهٔ او بیان داشته‌اند. شهرت وی در زمینه علمی به دلیل احیای فلسفه هنر فارابی، تبیین فلسفه علم حکمای مسلمان و استخراج مباحثی جدید از حکمت اشراق شهاب الدین سهروردی است. وی به عنوان پژوهشگر ارشد (Senior Research Scholar) در دانشکده حقوق دانشگاه ییل (Yale) فعالیت دارد و همچنین از اعضای بُرد مشاوران فصلنامه تاریخ فلسفه دانشگاه ایلینوی است. نشریه فلسفه‌های جهانی از نشریات دانشگاه ایندیانای آمریکا مقاله‌ای را به بازخوانی فلسفه نادیا مفتونی اختصاص داده‌است. مفتونی با حسین نوری (پس از جانبازی و معلولیت وی) ازدواج کرد.

## تولد و جوانی
نادیا مفتونی در سال ۱۳۴۴ در تهران به دنیا آمد. پدر و مادرش در محله دردشت نارمک، خیابان مهر ساکن بودند. او از نخستین تحصیل‌کردگان دبیرستان استعدادهای درخشان تهران (سمپاد) بود. وی در سال ۱۳۶۲ در کنکور شرکت کرد و با کسب رتبه ۲۴ در رشته فیزیک کاربردی دانشگاه صنعتی شریف قبول شد. او به اصرار همسرش در کنکور ۱۳۷۸ شرکت کرد و در دانشگاه فردوسی مشهد در رشته فلسفه قبول شد.

## ازدواج و زندگی با حسین نوری
مفتونی هنگام تحصیل در دانشگاه صنعتی شریف در نمایشنامه‌نویسی هم دستی داشت و در کارهای فرهنگی دانشگاه فعالیت می‌کرد. روزی یکی از دوستانش به او می‌گوید که از طرف جهاد دانشگاهی فردی به دانشگاه آمده که در کارهای هنری بویژه نمایشنامه‌نویسی استاد است و اگر می‌خواهی می‌توانی نمایشنامه‌ات را برای کسب نظر به او بدهی. با شنیدن این خبر مفتونی نمایشنامه را پیش آن استاد می‌برد. این استاد کسی نبود جز حسین نوری که در آن زمان بر روی ویلچر می‌نشست. بعد از این جلسه این دو نفر در جلسه دیگری همدیگر را می‌بینند و مفتونی، طبق گفته خودش، عاشق او شده و برخلاف روال معمول، او از نوری خواستگاری می‌کند و بعد از مدتی در سال ۶۳ با وجود مخالفت اطرافیان به عقد هم در می‌آیند.
مفتونی بعد از ازدواج، درسش را در دانشگاه صنعتی شریف رها کرده و به همراه نوری راهی محل سکونت او در تربت جام می‌شود. آنها مدت هفت سال در تربت جام زندگی می‌کنند. در آن سال‌ها دو فرزندشان یعنی ابوالفضل و محمود به دنیا می‌آیند.
نادیا مفتونی هم نقاش است و نقاشی را پس از ازدواج از همسر خود آموخته‌است. او در همان سال‌ها نمایشنامه‌ای را تحت عنوان مار زنگی می‌نویسد که نوری آن را کارگردانی کرده و به صحنه می‌برد. این نمایشنامه در همان زمان در جشنواره ۱۷ شهریور اثر برگزیده شد. همچنین آنها در تولید برنامه‌های رادیویی و تلویزیونی، کارهای مختلفی را در آنجا انجام می‌دهند.

### شعر خواستگاری
در اسفند ۱۳۹۳ در جلسه‌ای با حضور محمدعلی معلم دامغانی، نوری خاطره‌ای را از رد و بدل شدن یک شعر میان خود و مفتونی، همسر آینده‌اش در سال ۶۳ تعریف کرد: «زمانی که همسر بنده از من خواستگاری کرد، من سجده شکر به جا آوردم، با این حال پیش خود گفتم که تو چه حقی داری این دختر نمونه دانشگاه شریف با این حسن و جمال را اذیت و درگیر مشکلات خود کنی؟ مانده بودم چه بگویم که چند مصرع شعر گفتم و از ایشان خواستم که آن را کامل کنند و ایشان هم فی البداهه به بهترین نحو آن را کامل کردند.» نوری در این جلسه این اشعار را قرائت کرد و همسرش نیز مصرع دوم آن را خواند و اشک شوق از دیدگان حضار و همین‌طور استاد معلم دامغانی روان شد.
نوری: زورق مضروب جسمم بسته جان شما\ مفتونی: بادبان جان من برپا به ایمان شما\ نوری: همسفر با من چرایید اندرین دریای درد؟ \ مفتونی: درد شعر عاشقان و عشق درمان شما\ نوری: صد بلا باشد در این ره باز تردیدی کنید… \ مفتونی: کربلا مَهرم بود، هستم به پیمان شما (اشاره به مَهریه مفتونی که یک مُهر کربلا است)\ نوری: گر برد موج فنا بی‌رحم در گردابتان؟... \ مفتونی: در فنای فی‌الله‌ام دامانِ رحمان شما\ نوری: چون هنرمندم شریکم گشته‌ای در این مسیر؟ \ مفتونی: از میان صد هنر احسن به ایمان شما\ نوری: از کجا دانید خواهان چه هستم در نهان؟ \ مفتونی: آنکه گوید راز من گوید ز پنهان شما.

### تفسیر از ازدواج با نوری

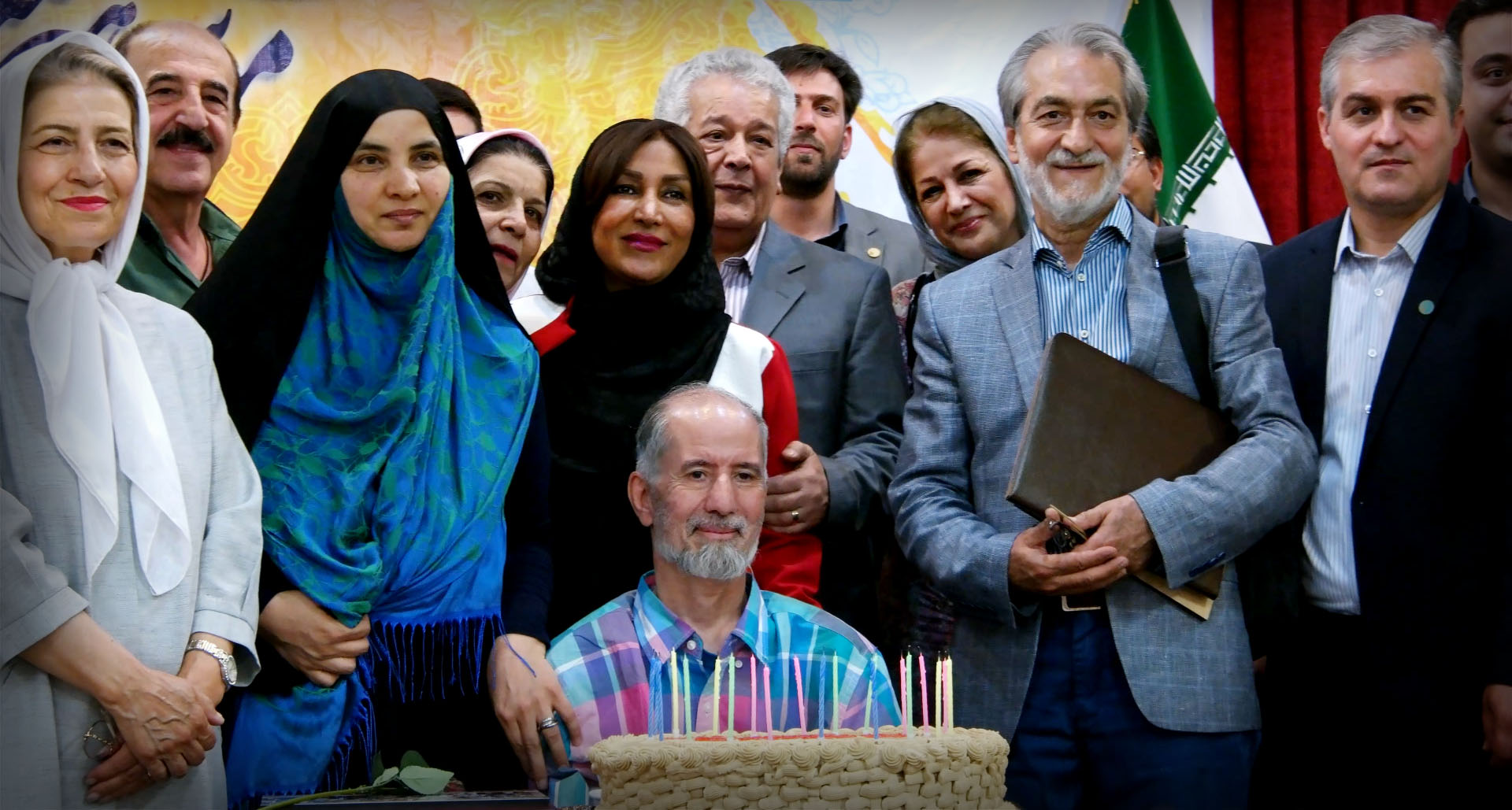
حسین نوری، نادیا مفتونی، مجید انتظامی، رضا فیاضی، منوچهر آذری و احترام برومند در جمع مؤسسه هنرمندان پیشکسوت.

مفتونی دربارهٔ تصمیم ازدواج با نوری بیان داشته که این انتخاب را نوعی ایثار نمی‌بیند: "انسان وقتی می‌خواهد ایثار کند مثل این است که می‌خواهد کار مشکل و طاقت‌فرسایی را انجام دهد. من برای این می‌گویم ایثار نکرده‌ام که مرارت و سختی حس نکرده‌ام. الان هم مشکلی احساس نمی‌کنم. من از چیزی نگذشته‌ام. به همین دلیل کاری که من کردم ایثار نبود، مثل هر وصلت دیگری؛ فقط جذب شخصیت آقای نوری شدم. دیگر اینکه کسی که ایثار می‌کند در دلش از خدا توقع اجر دارد ولی من توقع هیچ اجری ندارم چون فشاری را تحمل نمی‌کنم. زندگی روزمره ما اینقدر مستحکم و خوب است که هیچ چیز آن را برهم نمی‌زند. حتی دوستان به ما مراجعه می‌کنند تا مشکلاتشان را حل کنیم. آیا خوشبخت‌تر از این کسی هست؟"

### ادامه تحصیل
مفتونی چند سال بعد از ازدواج و بزرگ‌تر شدن دو فرزندش به اصرار همسرش در کنکور سراسری سال ۷۸ شرکت می‌کند. او به عنوان دانشجوی ممتاز دانشگاه تهران در مدت سه سال دوره کارشناسی، در مدت یک سال دوره کارشناسی ارشد و در مدت سه سال هم دوره دکتری تخصصی را به پایان می‌رساند و مدتی بعد به عضویت هیئت علمی این دانشگاه درمی‌آید.

## دیدگاه‌های فلسفی
فلسفه نادیا مفتونی بیشتر با تمرکز او بر آثار ابونصر فارابی و بازخوانی ابعاد مختلف دیدگاه‌های او شناخته می‌شود. آثار اولیه او به استخراج، تحلیل و تبیین فلسفه هنر فارابی می‌پردازد. بخشی از این مطالب ناظر به جایگاه هنرمندان در مدینه فاضله و نقش کلیدی آن‌ها در ساختار اجتماعیِ آن است. بخش دیگر که به نوعی نسبت هنر با قوای خیالی انسان است متمرکز بر تأثیرپذیری عموم مردم از خیال و در نتیجه تأثیرپذیری ایشان از آثار هنری است. تا پیش از مفتونی توجه به فلسفه هنر نزد فلاسفه مسلمان به گونه‌ای بود که بیشتر به نکاتی از ابن سینا و غزالی در این زمینه اشاره می‌شد و نگاه قابل توجهی به فارابی وجود نداشت، اما مقالات و کتاب‌های مفتونی باب جدیدی از مطالعات فلسفه هنر اسلامی را با توجه به فارابی گشود. مفتونی نکات دیگری را هم از مباحث خیال فارابی استخراج کرده که برخی از آن‌ها نشان از نگاه عمیق فارابی به پیچیدگی‌های ساحت خیال در وجود انسان دارد. از جمله این که فارابی قائل است تفاوت شرایع و آیین‌ها ناشی از تکثری است که به سبب گوناگون شدن محاکیات در روند محاکات معقول به مخیل و محسوس پیش می‌آید. در نتیجه فارابی جایگاه شاخصی برای تأثیری که خیال در عالم واقع بر جای می‌گذارد قائل است و برای خوانش مصادیق بیرونی، به عالم درون و فرایندی که در قوای نفس طی می‌شود توجه می‌کند. تأثیرات این رویکرد مفتونی و توجه جدیدی که به فارابی و اسلاف او جلب کرده بود محدود به ایران نماند و با توجه به تألیفات انگلیسی مفتونی توجه متفکران غربی را هم به این مباحث جلب کرد. تا جایی که اسلاوی ژیژِک فیلسوف شهیر معاصر دربارهٔ مفتونی گفت: «من کار نادیا مفتونی را به دلیل خیلی مشخصی دنبال می‌کنم. علاقه من به آثار او علاقه‌ای عمومی نیست. معتقدم کاری که او با تمرکز بر مفهوم خیال انجام می‌دهد به ما می‌گوید که اگر به شیوه درستی بر این مفهوم تمرکز کنیم، این امر یک روشنایی جدید و چشم‌اندازی را که به طرز شگفت‌انگیزی سازنده است در زمینه شیوه‌ای که امروز باید سنت فلسفی و دینی و غیره خود را خوانش کنیم ایجاد می‌کند. … اکنون به این مهم می‌پردازم که کار نادیا مفتونی برای من چه معنایی دارد. این شاید یک خوانش ناپرورده باشد اما می‌خواهم دیدگاه خودم را بی‌رحمانه تحمیل کنم. او در مباحثش پیرامون خیال نشان می‌دهد که فلسفه کهن اسلامی قبلاً مسیری را که می‌خواهم درباره‌اش صحبت کنم طی کرده‌است؛ یعنی او فراتر از ارسطو می‌رود. ارسطو یک نظریه خیال دارد که اگر برخی اشارات جزئی جسورانه را از این نظریه حذف کنیم با یک نظریه بسیار سنتی دربارهٔ خیال مواجهیم. نکته اصلی مد نظر من این است: ما در غرب معمولاً خیال را به امری ذهنی در مقابل واقعیت عینی تقلیل می‌دهیم. چنان‌که گویی امور و اشیاء در جهان خارج وجود دارد و هویت‌شان همان است که هست و شاید این هویت کاملاً برای ما شناخته‌شده نباشد اما در عالم خارج وجود دارد و آنگاه قائلیم که خیال امری ذهنی است، یعنی ما چیزی را بر اشیاء معطوف می‌کنیم و جاهای خالی در شناخت خود را پُر می‌کنیم. اما معتقدم چیزی که ما از سنت فکری شما می‌آموزیم و این سنت فکری به من نزدیک است، یعنی به ایدئالیسم آلمانی و هگل و دیگرانی در قرن بیستم نزدیک است و به دلالت‌های فلسفی فیزیک کوانتوم نزدیک است، این است که از جهت عینی هم نمی‌توان گفت که امور و اشیاء همان چیزهایی هستند که می‌نمایند. آنچه یک چیز هست فی‌الجمله دلالت بر فضای یک نوع خیال هستی‌شناختی دارد؛ یعنی خیال در درون خود یک چیز: آنچه این چیز می‌توانست بوده باشد اما نشد، و ظرفیت‌های بالقوه پنهانی که در آن چیز وجود دارد. در نتیجه شناخت یک چیز مستلزم این نیست که صرفاً ذهن خود را فراموش کنیم و بر این تمرکز کنیم که آن چیز واقعاً چیست. بلکه برای شناخت یک چیز لازم است خود را در هویت آن و تمامی ظرفیت‌های بالقوه‌اش دخیل کنیم. مفتونی در آثارش دربارهٔ خیال نشان می‌دهد که فلسفه اسلامی قبلاً این مسیر را طی کرده‌است.»
همچنین نیکولاس رِشِر، فیلسوف برجسته آلمانی-آمریکایی، طی رویدادی پژوهش‌های مفتونی پیرامون فارابی را بسیار جالب توجه دانست و در تقدیر از این تلاش‌ها گفت: «بعد از پایان کرونا و بازگشایی محل کارم، نسخه‌ای از کتابم کتاب‌شناسی فارابی را به شما اهدا خواهم کرد.»
پژوهش‌های مفتونی محدود به فارابی نبوده و او دامنه تفکرات فارابی در ابن سینا و دامنه تفکرات ابن سینا در سهروردی را هم مورد تحلیل قرار داده‌است. دیمیتری گوتاس، استاد فلسفه و مطالعات اسلامی دانشگاه ییل و پژوهشگر برجسته ابن سینا دقت نظر مفتونی در بررسی دامنه تفکر سینوی در سهروردی را ستودنی دانسته و از جمله در واکنش به اثبات اینکه سهروردی در تمامی رساله‌های رمزی‌اش به جای نظریه صدور اشراقی خود از نظریه صدور ابن سینا بهره می‌برد، احاطه مفتونی به آثار و آرای شیخ اشراق را جالب، آموزنده و روشنگر توصیف کرده‌است.
تأثیرات پژوهش‌های مفتونی محدود به حیطه فلسفه نبوده و برای برخی پژوهشگران بین‌المللی حاکی از جایگاه تفکر فارابی در بستر تمدنی نیز بوده‌است. بروس لارنس که در زمینه تاریخ اسلام و تمدن اسلامی صاحب‌نظر است در نشستی که به صورت مشترک با مفتونی داشت با نقد دیدگاه شهاب احمد که شروع تمدن اسلامی را از قرن ۱۳ میلادی می‌داند اشاره کرد: «درست است که هم سعدی و هم رومی محصول قرن ۱۳ میلادی هستند اما توجه به نکاتی که نادیا مفتونی از فارابی که در قرن ۹ قرار داشته مطرح کرده‌است نشان می‌دهد که حتی در قرن ۹ فضای روشنفکری و ایده جدیدی از تفکر به زندگی وجود داشته‌است.» او همچنین دربارهٔ مفتونی گفت: «نادیا، تو ابعاد جدیدی از فارابی را به من شناساندی که با آن آشنا نبودم. در نتیجه از تو سپاسگزارم که غیر از همراهی در این گفتگو، معلم من نیز بودی.»
مفتونی در نمونه‌ها و مصادیق به هنرهای موجود در زمان فارابی بسنده نکرده و کاربرد نظریات فارابی در حیطه‌های نوظهور نظیر سینما و رسانه‌های جمعی را نیز مورد بررسی قرار داده‌است. دادلی اندرو مؤلف و استاد برجسته ادبیات تطبیقی و نیز مطالعات سینمایی، پژوهش‌های مفتونی دربارهٔ رویکرد نوافلاطونی فارابی به هنر و پیاده کردن آن در تحلیل هنرهای امروزی از جمله سینما را «بسیار کاربردی» برشمرده و آن را درخور تأمل دانسته‌است. راب ماس، فیلمساز و استاد گروه هنر، فیلم و مطالعات بصری دانشگاه هاروارد نگاه مفتونی در بازخوانی تاریخ و فلسفه ایران و استخراج متُدهای تحلیل هنری بر مبنای آن را مورد قدردانی قرار داده و اظهار داشته که مفتونی این تحلیل‌ها را به شکلی بسیار گیرا مطرح می‌کند.
مفتونی با کتاب اقتصاد فرهنگ و رسانه فاضله فارابی باب جدیدی در پژوهش‌های مربوط به فارابی باز کرد و آن توجه به نظریات اقتصادی فارابی بود. او در این کتاب به برخی دیدگاه‌های اقتصادی فارابی که پیش از آن در جایی مورد توجه قرار نگرفته پرداخته که نشان از نزدیک بودن نگاه وی به اقتصاد آزاد دارد. از جمله این که وظیفه اول هر فرد را تلاش حداکثری در کسب ثروت می‌داند. این نظر قرابت آشکاری با دیدگاه میلتون فریدمن در باب profit maximization دارد که مسئولیت اجتماعی کسب و کار را افزایش دادن سوددهی می‌داند.
مفتونی از سال ۲۰۱۹ به عنوان پژوهشگر ارشد (Senior Research Scholar) در دانشکده حقوق دانشگاه ییل (Yale) فعالیت دارد و احاطه او به مباحث تاریخی مورد استفاده برخی اساتید این دانشگاه بوده‌است. بروس اَکِرمن استاد برجسته در زمینه حقوق اساسی تلاش‌های پژوهشی دقیق مفتونی را شایسته تقدیر دانسته و از تکمله‌های مفتونی بر کتاب قانون‌های اساسی انقلابی استفاده به عمل آورده‌است.
نشریه فلسفه‌های جهانی (Journal of World Philosophies) از نشریات دانشگاه ایندیانای آمریکا در مقاله‌ای به بازخوانی فلسفه نادیا مفتونی پرداخته‌است. مفتونی این مقاله را به درخواست مونیکا اشتاین‌باخ، سردبیر نشریه و استاد فلسفه دانشگاه آمستردام، در قالب خودزندگی‌نامه‌ای نگاشته‌است.

## اصطلاح‌شناسی
مفتونی اصطلاحاتی را برای تبیین مباحث علمی خود ابداع کرده‌است که به برخی از آنها اشاره می‌شود.

### دراموسوفی (Dramosophy)
مفتونی در یکی از کتاب‌های خود اشاره می‌کند: "برای تحلیل فلسفی، عرفانی و اخلاقی درام و متن نمایشی، اصطلاح دراموسوفی را به قرینه فیلوسوفی (فلسفه) پیشنهاد می‌کنم. این اصطلاح را جایی نیافتم، اما اصطلاح دراماسوفی را دیده‌ام که به‌طور اساسی در معانی دیگری به کار می‌رود.

### هنر-دانش‌مند (Scientartist)
مفتونی در مقاله «رابطه تفکر و تخیل؛ موردپژوهی قصه غربت غربی» گفته‌است: «فیلسوف و دانشمندی را که قادر باشد علوم و معارف را به زبان تخیل و تمثیل ارائه کند، هنر-دانشمند می‌نامیم و معادل انگلیسی Scientartist را برای آن پیشنهاد می‌کنیم.»

### همه‌عاشق‌انگاری (Panamatorism)
مفتونی در مقاله «بررسی تطبیقی همه‌عاشق‌انگاری نزد ابن سینا و شیخ اشراق» آورده‌است: «یکی از مسائل تأمل‌برانگیز پیرامون عشق، سریان عاشقی در همه موجودات هستی است که آن را همه‌عاشق‌انگاری می‌نامیم» و در پاورقی ذکر می‌کند: «نگارنده Panamatorism را به عنوان معادل انگلیسی همه‌عاشق‌انگاری پیشنهاد می‌کند. Amator واژه لاتین به معنای عاشق است.»

## آثار
برخی از آثار مفتونی از این قرار است:

### مقاله
- "Art as a Language for Muslim Thinkers: Metaphorical vs. Literal Approach." The Philosophy Journal 11, no. 2 (2018): 156-166. تحت نمایه اسکوپوس و وب آو ساینس
- Maftouni, Nadia. "Images of Imagination for Iranian Philosophers." Journal of the History of Philosophy 23, no. 1 (2018): 17-28.
- Maftouni, Nadia. "Concept of Sciart in the Andalusian Ibn Tufail." Pensamiento 75, no. 283 (2019): 543-551. تحت نمایه اسکوپوس و وب آو ساینس
- Maftouni, Nadia. "Methodology of Farabian Political Philosophy." Journal of the History of Philosophy 24, no. 2 (2019): 31-38.

### کتاب
- فارابی: خیال و خلاقیت هنری (سوره مهر، ۱۳۸۹)[۴۶][۴۷]
- اخلاق هنر از نگاه فارابی (بنیاد سینمایی فارابی، ۱۳۹۱)[۴۸][۴۹][۵۰]
- پژوهشی در فلسفه علم دانشمندان مسلمان (سروش، ۱۳۹۳)[۵۱][۵۲][۵۳][۵۴]
- نگاره‌های اشراقی (وایا، ۱۳۹۴)
- منطق اصول و کاربردها (هوزان، ۱۳۹۷)
- فارابی و فلسفه هنر دینی (سروش، ۱۳۹۳)[۵۵][۵۶][۵۷]
- فارابی و مفهوم‌سازی هنر دینی (سوره مهر، ۱۳۹۳)[۵۸][۵۹]